# Rhaphioceroides pendleburyi
Rhaphioceroides pendleburyi är en tvåvingeart som beskrevs av Enrico Adelelmo Brunetti 1927. Rhaphioceroides pendleburyi ingår i släktet Rhaphioceroides och familjen vapenflugor.
Artens utbredningsområde är Thailand. Inga underarter finns listade i Catalogue of Life.